# Florijan Avancinus
Florijan Avancinus, italijanski jezuit, pedagog in filozof, * 1561, Trident, Tirolska, † 11. junij 1626, Gorica.
Bil je rektor Jezuitskega kolegija na Dunaju (1598-1601), Jezuitskega kolegija v Ljubljani (1. maj 1605 - oktober 1606), Jezuitskega kolegija v Gradcu (1606-1614) in spet na Dunaju (1614-1621)